# كلية الحقوق والعلوم السياسية بسوسة
كلية الحقوق والعلوم السياسية بسوسة هي إحدى الكليات التابعة لجامعة سوسة، وقد أنشئت بمقتضى القانـون عـدد 85-6 لسنـة 1985 المـؤرخ في 10 سبتمبر 1985 وهي تتمتع بالشخصية المدنية والاستقلال المالي.وقد أصبحت تحمل اسم "كلية الحقوق والعلوم الاقتصادية والسياسية بسوسة" بمقتضى الأمر 89-321 المؤرخ في 23 فيفري 1989.في سنة 2011، وبمقتصى  المرسوم رقم 2001-1069 المؤرخ 30 يوليو 2011 استعادت الكلية اسمها الأصلي مع تأسيس كلية العلوم الاقتصادية والتصرف بسوسة  .

## أرقام
- طبقا لإحصائيات 2007-2008 يدرس بكلية الحقوق والعلوم الاقتصادية والسياسية بسوسة 6588 طالبا من بينهم 4318 طالبة. وهي بذلك ثاني أكبر كلية بجامعة سوسة.

## الأقسام
توجد بكلية الحقوق والعلوم الاقتصادية والسياسية بسوسة قسمين هما:
- القانون العام: وبه حوالي 40 مدرسا ينقسمون كما يلي: 4 من صنف أستاذ تعليم عال، وأستاذ محاضر واحد، و6 أساتذة مساعدين و30 مساعدا. وتمنح من هذا القسم شهادتان: إجازة أساسية في القانون العام والإجازة التطبيقية في النزاعات الإدارية.
- القانون الخاص: وبه 42 مدرسا ينقسمون كما يلي: 3 من صنف أستاذ تعليم عال، و3 من صنف أستاذ محاضر، و3 أساتذة مساعدين و30 مساعدا. وتفضي الدراسة فيه إلى ثلاث شهائد هي: الإجازة الأساسية في القانون الخاص والإجازة التطبيقية في القانون الاجتماعي والإجازة التطبيقية في قانون المؤسسة والأعمال.

## وصلات خارجية
موقع كلية الحقوق والعلوم الاقتصادية والسياسية بسوسة.